# Marshall Grant
Marshall Grant, född 5 maj 1928 i Bessemer City, Gaston County, North Carolina, död 7 augusti 2011 i Jonesboro, Arkansas, var en amerikansk basist, bland annat i Johnny Cashs kompband Tennessee Two.

## Fotnoter
1. 1 2  SNAC, SNAC Ark-ID: w6416v58, läs online, läst: 9 oktober 2017.[källa från Wikidata]
2. 1 2  Find a Grave, Find A Grave-ID: 74603279, läs online, läst: 9 oktober 2017.[källa från Wikidata]
3. ↑  läs online, www.nodepression.com .[källa från Wikidata]